# 槇徳子
槇 徳子（まき のりこ、1964年8月17日 - ）は、株式会社エムシーストラテジー代表取締役、アジア女性経済会議（AWEC）代表・実行委員長も務めた。国立研究開発法人産業技術総合研究所（AIST）客員研究員。2022年より株式会社ミンカブ・ジ・インフォノイド社外取締役。愛知県名古屋市出身。

## 略歴

### 学歴
1980年、愛知県立旭丘高校入学。在学中AFSにより1年間米国ミズーリ州 Camdenton High Schoolに編入。1984年、愛知県立旭丘高校卒業。1984年、慶應義塾大学文学部入学。1988年、慶應義塾大学文学部英米文学科卒業。1995年、慶應義塾大学法学部政治学科卒業（学士入学）。

### 職歴
1988年、中部日本放送入社アナウンス部入社。1991年、テレビ東京アナウンス室に転職。2004年、テレビ東京の金融市場情報番組を管轄する報道局経済ニュースセンターへ異動、報道局異動後『NEWS MARKET 11』や『株式ワイドクロージングベル』に制作・出演双方に携わる。2007年12月にテレビ東京を円満退職。2008年、株式会社エムシーストシーストラテジーを設立し、PR顧問・PRアドバイザーとして経営者・研究者向けに情報発信サポート業を始める。2022年6月、株式会社ミンカブ・ジ・インフォノイド社外取締役に就任。

## 活動
テレビ東京退職後、日経BPの『日経マネー』や日本経済新聞社の『日経ヴェリタス オンライン』で、インド、カンボジア、ラオス、フィリピン、インドネシアなど新興国、中国、欧州、米国など世界15か国以上を巡り起業家へのインタビューをはじめ海外不動産やアートマーケット動向を現地物件の内見や海外アートフェアなどにて取材、コラム『世界の投資家さん』『市場TO市場』を2年にわたって連載。
アジア女性経済会議を企画、主宰、2009年11月10日に横浜ホテルニューグランドで行われた第1回と、2010年9月22日にマンダリン・オリエンタル東京で行われた第2回の実行委員長を務める。また2010年9月の第3回では、アジア太平洋経済協力（APEC）の非公式会合である女性リーダーズネットワーク（WLN）でアジア女性経済会議が分科会の一つを担当し、アジア各国の女性起業家たちを招いてのパネルディスカッションのモデレーターも担当。
2015年から2020年にわたり国立研究開発法人産業技術総合研究所のエレクトロニクス・製造領域製造技術研究部門総括研究主幹 手塚明によるDBM（デザインブレインマッピング）を用いた「チームの創発力・実現力を新規事業創出に向けて引き出すコミュニケーションツール」のワークショップ、発表イベントなどを客員研究員としてサポート。
2022年には日経新聞広告賞（日経産業新聞）審査員を担当。2023年には日経新聞広告賞（日本経済新聞本紙パーパス部門、日経産業新聞）審査員担当。

## アナウンサー時代の担当番組

### 中部日本放送

#### テレビ
- CBCニュースワイド（1989年 - 1991年） - サブキャスター
- カラッとカラオケ
- ニュース24 - アシスタント
- CBC開局40周年記念特番（1991年） - 司会
- 新春中部財界人サロン（年始に放送される新春特番） - 司会
- News23 全国キャラバンの名古屋送出特番（1990年） - サブキャスター

#### ラジオ
- 土曜の夜は私が主役（1988年10月15日 - ）
- 1989年7月-11月 CBCが世界デザイン博覧会で運営していた期間限定FM局・FM DEPO DJ担当
- 0時半です松坂屋ですカトレヤミュージックです - 司会

### テレビ東京
レギュラー番組
| 期間                | 期間                | 番組名                         | 役職                                             |
| ------------------- | ------------------- | ------------------------------ | ------------------------------------------------ |
| 1991年4月           | 1992年3月           | TXNニュース THIS EVENING       | 月～金曜日メインキャスター                       |
| 1992年4月           | 1995年              | 株式ニュース                   | キャスター                                       |
| 1992年7月           | 1992年9月           | ワールドビジネスサテライト     | サブ側でのリリーフキャスター                     |
| 1993年4月           | 1995年3月           | TXNニュースワイド11            | メインキャスター                                 |
| 1995年4月           | 1997年9月           | TXNニュース THIS EVENING       | 土・日曜日メインキャスター                       |
| 1995年              | 1997年              | 東京マーケットフォーカス       | サブキャスター                                   |
| 1996年              | 1997年              | 情報レストラン                 | サブキャスター                                   |
| 1997年10月1998年4月 | 1997年12月1998年9月 | TXNニュースワイド 夕方いちばん | 土・日曜日メインキャスターおよびディレクター担当 |
| 1998年1月           | 1998年3月           | ワールドビジネスサテライト     | メイン側でのリリーフキャスター                   |
| 1998年10月          | 2004年3月           | ニュースモーニングサテライト   | メインキャスター                                 |
| 2004年4月           | 2007年9月           | NEWS MARKET 11                 | メインキャスター                                 |
| 2004年4月           | 2007年9月           | 株式ワイドクロージングベル     | メインキャスター                                 |

その他
- 隅田川花火大会（1991年）